# Колмар Мејнор (Мериленд)
Колмар Мејнор (енгл. Colmar Manor) град је у америчкој савезној држави Мериленд.

## Демографија
По попису из 2010. године број становника је 1.404, што је 147 (11,7%) становника више него 2000. године.
| Група             | 2000.       | 2010.       |
| Белци             | 258 (20,5%) | 167 (11,9%) |
| Афроамериканци    | 613 (48,8%) | 491 (35,0%) |
| Азијати           | 130 (10,3%) | 101 (7,2%)  |
| Хиспаноамериканци | 224 (17,8%) | 632 (45,0%) |
| Укупно            | 1.257       | 1.404       |